# مجلس وکلای تجار ایران
مجلس وکلای تجار ایران، اولین اتحادیه بازرگانان ایرانی بود که در سال ۱۲۶۲ (۱۸۸۳ میلادی) در تهران به ابتکار محمدحسن امین‌الضرب تاسیس شد. این اتحادیه به مدت یک سال برقرار بود و شعبه‌هایی در شهرهای مختلف ایران و حتی خارج از ایران داشت. بعد از یک سال از تاسیس، امین‌الضرب به دلیل فشارهای مختلف از این مجلس استعفا داد و مجلس عملاً تعطیل شد. 

## تاسیس و کیفیت برگزاری جلسات
وزارت تجارت و فلاحت از دوران صدارت میرزا حسین سپهسالار، صدر اعظم ناصرالدین شاه تاسیس شد تا بتواند امور اجرایی حاکمیتی را در جهت حفظ منافع بازرگانان انجام دهد. در سال ۱۲۶۲ (۱۸۸۳ میلادی) تجار در نامه‌ای به ناصرالدین شاه خواستار برکناری وزیر تجارت و تشکیل مجلس وکلای تجار شدند. این نامه را  محمدحسن امین‌الضرب به شاه رساند و توانست موافقت او را جلب کند. اساسنامه آن در شش فصل تنظیم شد و ریاست آن را نیز امین‌الضرب بر عهده گرفت. وکلای عضو این مجلس را ریش‌سفیدان صنف تجار انتخاب می‌کردند و آنها در محل تشکیل جلسات، که خانه مصطفی تاجر تهرانی بود در دو ردیف روبروی هم می‌نشستند و بحث می‌کردند. آیین‌نامه این تشکیلات به نواحی مختلف ایران ارسال شد و خیلی زود، در ۱۶ شهر ایران از جمله تبریز، اصفهان، قزوین، کرمان، کردستان، زنجان، خراسان، کرمانشاه، ساری، بندرلنگه، بندرعباس، ارومیه و خوی شعبه‌هایی از این مجلس تشکیل شد. همچنین بازرگانان ایرانی در بغداد و استانبول شعبه‌هایی از آن را ایجاد کردند.

## اقدامات
امین‌الضرب و اعضای این اتحادیه، به سوءاستفاده‌های بانک شاهی در تهران اعتراض کردند و خواهان تشکیل بانک تجاری و محکمه در ایران شدند. از مطالبات آنان، تاسیس صنایع جدید در ایران، حفظ منافع بازرگانان ایرانی در مقابل تجار خارجی، جلوگیری از رواج مصرف کالاهای مصرفی خارجی و افزایش صادرات کالاهای ایرانی بود.

## مخالفان
این اتحادیه از دو سو مورد انتقاد و حمله قرار گرفت؛ از سوی حاکمیت سیاسی و اقتدار شرعی علمای اسلام. به طور مثال، در تبریز مجتهد بانفوذی به نام میرزا جواد، این اتحادیه را به نقض اصول شریعت متهم کرد. ناصرالدین‌شاه نیز به تدریج حمایت خود را از آنان قطع کرد. از سوی دیگر برخی از تجار ورشکسته که این مجلس را حافظ منافعشان نمی‌دانستند. در اثر فشارها، امین‌الضرب، از این مجلس کناره‌گیری کرد.